# Martin Zumpe
Martin Zumpe (ca. 1697 i Tyskland – 5. maj 1753 i København) var en tysk bygmester, der var virksom i Danmark.

## Biografi
Zumpe kom til Danmark fra Tyskland, hvor han havde virket som bygmester før 1735. Han udnævntes til hofmurermester den 20. maj 1735 (konfirmeret den 12. november 1746) og hofbygmester den 29. april 1749. I december 1735 fik han tilladelse til at foretage en to måneders rejse til Dresden for der at ordne sine forhold. Han blev gift (bevilling 21. november 1749) med kammerpige hos hertuginden af Sachsen-Hildburghausen Marie Salome Prehn (begravet november 1750, begravelsesbrev 6. november). Zumpe selv døde 5. maj 1753 og er begravet på Sankt Petri Kirkes kirkegård.
Zumpe har i Danmark medvirket som murermester ved opførelsen af en lang række større bygninger; havde således sammen med hoftømrermester Joseph Zuber i entreprise under Laurids de Thurah arbejde ved Fredensborg Slot 1741 ff. samt Hirschholm Slot, Jægersborg Slot, Frydenlund og Sorgenfri Slot 1743 ff.